# Alberto Caracciolo (Musiker)
Alberto Pascual Caracciolo (* 23. März 1918 in Buenos Aires; † 31. Januar 1994) war ein argentinischer Bandoneonist, Bandleader, Tangokomponist und Arrangeur.
Caracciolo hatte als Kind Musikunterricht bei Juan Bellido. Er spielte sechzehnjährig im Orchester von Antonio Arcieri und wechselte 1939 zu einem Trio, das Azucena Maizani begleitete. Später studierte er Musik bei Anatole Pietri. Er war dann Bandoneonist in den Orchestern u. a. Joaquín Do Reyes’, Ángel D’Agostinos, Manuel Buzóns, Victor Brañas und Jorge Caldaras. 1962 gründete er sein Quinteto de Tango Contemporáneo mit dem Pianisten Roberto Cicaré, dem Schlagzeuger Juan Carlos Moyano, dem Kontrabassisten Rufino Arriola, den Geigern Eduardo Soler und Eduardo Walczak und dem Sänger Pedro Ortiz. In den 1970er und 1980er Jahren bildete er ein Trio mit dem Pianisten Roberto Cicaré und dem Kontrabassisten Norberto Samonta.

## Kompositionen
- Dolor (Text von Azucena Maizani)
- Tema de Tango en re menor
- Templo 59
- Chiqui
- Con rumbo al cielo
- Réquiem para un gomía (Carlos Gardel gewidmet)
- Tema de tango en sol menor
- Amor en gris (Text von Pedro Ortiz)
- Buenos Aires dos por cuatro (Text nachträglich von Fernando Fuenzalida)
- Tangomanía